# Edward Andrews
Pour les articles homonymes, voir Andrews.
Edward Andrews est un acteur américain né le 9 octobre 1914 à Griffin, Géorgie; mort le 8 mars 1985 à Santa Monica (Californie).

## Filmographie partielle

### Cinéma
- 1955 : The Phenix City Story de Phil Karlson
- 1956 : Passé perdu (These Wilder Years) de Roy Rowland
- 1956 : Plus dure sera la chute (The Harder They Fall) de Mark Robson
- 1956 : Thé et Sympathie (Tea and Sympathy) de Vincente Minnelli
- 1956 : La blonde défie le FBI (The Glass Bottom Boat) de Frank Tashlin
- 1956 : Tension à Rock City (Tension at Table Rock) de Charles Marquis Warren
- 1957 : Femme d'Apache (Trooper Hook) de Charles Marquis Warren
- 1957 : La Robe déchirée (The Tattered Dress) de Jack Arnold
- 1958 : Le Tueur au visage d'ange (The Fiend Who Walked the West) de Gordon Douglas
- 1960 : Elmer Gantry le charlatan (Elmer Gantry) de Richard Brooks
- 1961 : Le Temps du châtiment (The Young Savages) de John Frankenheimer
- 1961 : Monte là-d'ssus (The Absent-Minded Professor) de Robert Stevenson
- 1961 : Les Blouses blanches (The Young Doctors) de Phil Karlson
- 1962 : Tempête à Washington (Advise and Consent) de Otto Preminger
- 1963 : Le Piment de la vie (The Thrill of It All) de Norman Jewison
- 1963 : Après lui, le déluge (Son of Flubber) de Robert Stevenson
- 1964 : Prête-moi ton mari (Good Neighbor Sam) de David Swift
- 1964 : Un mari à tout faire (Kisses for My President) de Curtis Bernhardt
- 1964 : Les Pas du tigre (A Tiger Walks) de Norman Tokar
- 1964 : Ne m'envoyez pas de fleurs (Send Me No Flowers) de Norman Jewison
- 1972 : Avanti! de Billy Wilder
- 1973 : Charley et l'Ange (Charley and the Angel) de Vincent McEveety
- 1984 : Seize Bougies pour Sam (Sixteen Candles) de John Hughes
- 1984 : Gremlins de Joe Dante

### Télévision
- 1960 : Thriller (Série TV)
- 1960 : La Quatrième Dimension ( The Twilight Zone) (Série TV) - Saison 1 épisode 14 - Troisième à partir du soleil (Third from the Sun) : Carling
- 1960 : Les Incorruptibles (Série TV) (saison 1, épisode Portrait d'un voleur).
- 1964 : La Quatrième Dimension (The Twilight Zone) (Série TV) : épisode Prends le volant (You Drive) de Earl Hamner, Jr. (saison 5, épisode 14) : Oliver Pope
- 1966 : Les Mystères de l'Ouest (The Wild Wild West), (Série TV) - Saison 2 épisode 21, La Nuit de l'Ordre nouveau (The Night of the Brain), de Lawrence Peerce : Braine
- 1967: L’homme de fer (Série TV) - Saison 1, épisode 2 - Une feuille dans la forêt (The leaf in the forest) : Le directeur de la banque
- 1967 : Les Envahisseurs (The Invaders) (Série TV) - Saison 1, épisode 2 - La Mutation (The Mutation) de Paul Wendkos : Mark Evans
- 1970 : The Intruders (en), de William A. Graham (téléfilm)
- 1978 : La Légende de James Adams et de l'ours Benjamin (The life and times of Grizzli Adams) (Série TV) - Saison 2, épisode 12 - Le montreur d'ours (Marvin the magnificent) de Jack B. Hively : Marvin
- 1979 : Supertrain (Série TV) : Harry Flood